# 野野市站 (北陸鐵道)

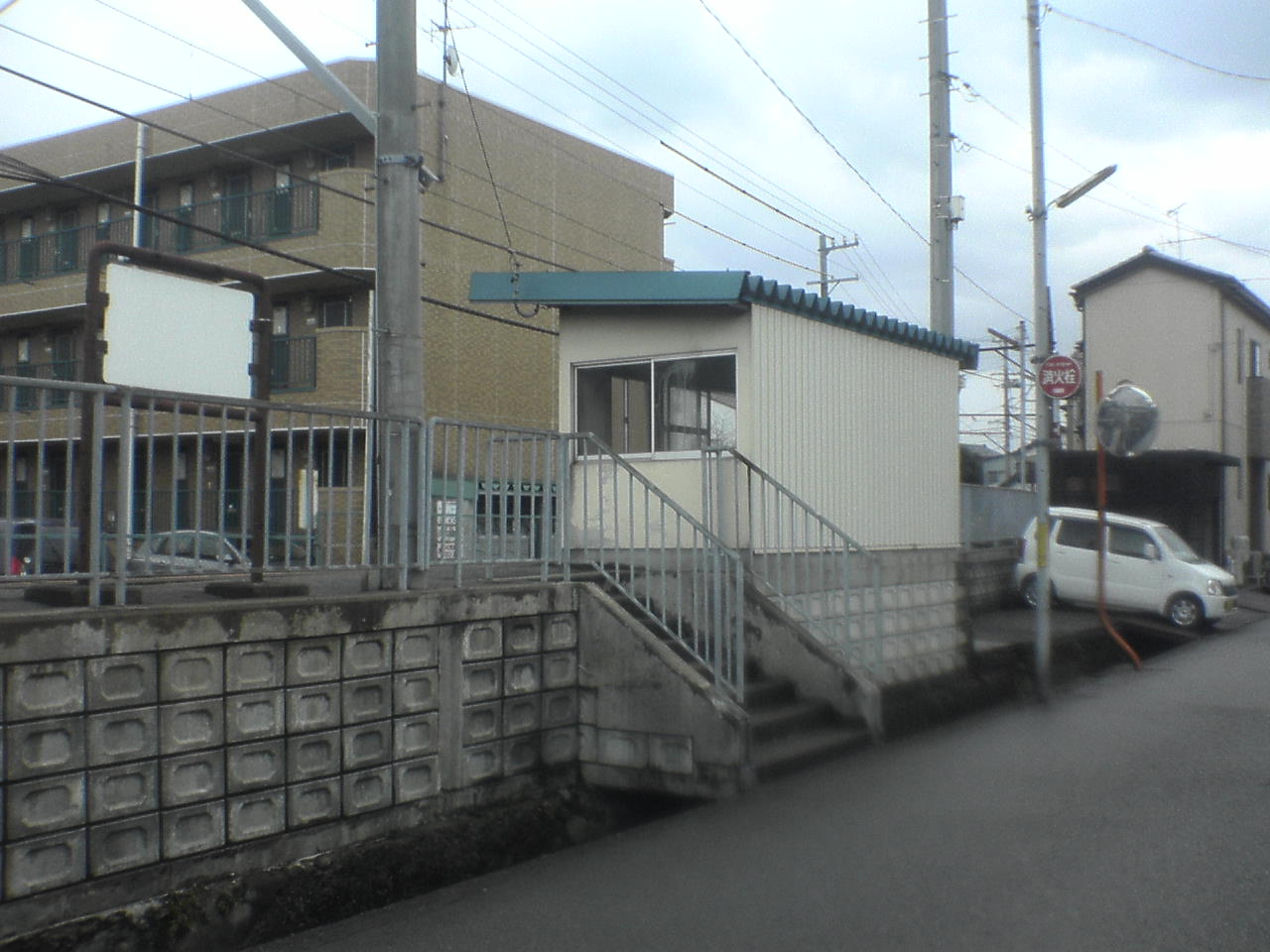
車站入口（2006年3月）

野野市站（日语：／ Nonoichi eki */?）是位於石川縣野野市市本町，屬於北陸鐵道的石川線車站。車站編號為I05。此站過去可轉乘松金線。

## 車站構造
此站是設有1面1線單式月台的地面車站和無人車站。列車靠近時往野町方向為左側上落，往鶴來方向則為右側上落。
| 路線    | 上下行 | 方向     | 備註     |
| ------- | ------ | -------- | -------- |
| ■石川線 | 上行   | 野町方向 | 左側上落 |
| ■石川線 | 下行   | 鶴來方向 | 右側上落 |

## 歷史
- 1916年12月1日：石川鐵道、松金電車鐵道開設野野市連絡站[1][2]。
- 1920年：

- 3月15日：石川鐵道的野野市連絡站改名為上野野市站（第二代）。
- 3月25日：金澤電氣鐵道收購松金電車鐵道，成為金澤電氣鐵道松金線。

- 1923年5月1日：金澤電氣軌道被石川鐵道收購，成為石川鐵道石川線。
- 1926年2月10日：車站改名為野野市站[4]。
- 1941年8月1日：北陸合同電氣（現時：北陸電力）與金澤電氣軌道合併。
- 1942年3月26日：北陸合同電氣把所有路線轉讓給北陸鐵道（舊）。
- 1943年10月23日：隨著北陸鐵道（新）成立，成為北陸鐵道石川線車站[5]。
- 1944年：

- 松金線的野野市連絡站改名為野野市站。
- 4月18日：松金線此站至野町之間廢止。
- 10月23日：松金線開始與石川線直通運輸。

- 1955年11月14日：松金線松任至此站之間廢止。
- 1967年10月1日：站內列車交會設備廢止。

## 使用狀況
根據「野野市市統計書」，以下為近年1日平均上下車人次列表。

## 巴士路線
車站附近設有北鐵金澤巴士錦町野野市線和野野市線通過，但是沒有在站前設站。

## 其他
西日本旅客鐵道（JR西日本）北陸本線之同名車站野野市站距離此站2公里，因此不方便在此站轉乘。

## 相鄰車站
北陸鐵道
■石川線
押野（I04）－野野市（I05）－野野市工大前（I06）

### 備注
1. ↑  第一代和第三代的上野野市站現時成為野野市工大前站。

## 外部連結
- 北陸鐵道野野市站 （页面存档备份，存于）

| 年度   | 1日平均 上下車人次 |
| ------ | ------------------ |
| 2005年 | 55                 |
| 2006年 | 57                 |
| 2007年 | 58                 |
| 2008年 | 76                 |
| 2009年 | 78                 |
| 2010年 | 100                |
| 2011年 | 102                |
| 2012年 | 94                 |
| 2013年 | 89                 |
| 2014年 | 76                 |
| 2015年 | 69                 |
| 2016年 | 77                 |
| 2017年 | 112                |
| 2018年 | 108                |
| 2019年 | 104                |
| 2020年 | 71                 |
| 2021年 | 84                 |
| 2022年 | 89                 |

1. ↑  野野市市統計書（令和4年度） （页面存档备份，存于），12.運輸・通信。